# Charles Henry Nérat
Charles Henry Nérat est un homme politique français né le 15 février 1760 à Essômes-sur-Marne (Aisne) et mort à une date inconnue.

## Biographie
Notaire royal au bailliage de Château-Thierry sous l'Ancien Régime, il est procureur impérial à Château-Thierry sous le Premier Empire et député de l'Aisne en 1815 pendant les Cent-Jours. Il retrouve son poste de procureur du roi en 1819 et devient sous-préfet de l'arrondissement de Château-Thierry sous la Monarchie de Juillet.

## Sources
- « Charles Henry Nérat », dans Adolphe Robert et Gaston Cougny, Dictionnaire des parlementaires français, Edgar Bourloton, 1889-1891 [détail de l’édition]